# Panthera onca augusta
Panthera onca augusta é uma subespécie extinta da onça-pintada que viveu na América do Norte e América do Sul durante o Pleistoceno.
Fósseis foram descobertos em Cueva del Mylodon, Chile, no Piauí, e norte do Condado de Adams, Condado de Fentress, e Condado de Van Buren, nos Estados Unidos.
Estudos recentes ampliaram a distribuição geográfica desta subespécie extinta, com novos fósseis identificados no Uruguai e Argentina.